# Roberta Anastase
Roberta Alma Anastase (n. 27 martie 1976, Ploiești, România) este o politiciană română, un parlamentar român, Președintele Delegației Parlamentului României la Adunarea Parlamentară  a Cooperării Economice a Mării Negre (APCEMN). Fost președinte al Camerei Deputaților în legislatura 2008-2012, și fost europarlamentar  între noiembrie 2006 – noiembrie 2008.
Roberta Anastase a participat în 1994 la concursul "Miss România", împreună cu Andreea Marin, Iulia Frățilă, Simona Pătruleasa și a câștigat concursul. Apoi a reprezentat România la "Miss Univers".
În 2013 s-a căsătorit cu Victor Farca, afacerist român, la Ploiești. 

## Pregătire
A urmat cursurile Facultății de Sociologie din cadrul Universității din București la mijlocul anilor 90', iar între 1998 și 2000 a aprofundat problematica europeană studiind la Facultatea de Științe Politice din cadrul acestei universități. Este preocupată de sistemele politice european și românesc cât și chestiuni legate de participarea cetățenilor la viața democratică, prezența acestora la vot și modul în care sunt influențați de campaniile electorale.
A intrat în politică în 1994, în fostul FSN, ea activând la organizația de tineret a partidului. Odată cu dezmembrarea FSN-ului, s-a înscris în Partidul Democrat, pe atunci condus de Petre Roman. În 2004 a fost aleasă deputat PD de Prahova, funcție din care demisionează în 2007 întrucât câștigă un mandat de europarlamentar.
Roberta Anastase este prima femeie care a deținut funcția de Președinte al Camerei Deputaților (a III-a poziție în stat după Președintele statului și Președintele Senatului), fiind totodată și cea mai înaltă funcție deținută vreodată de o femeie în România.
Între noiembrie 2006 – noiembrie 2008 a fost deputat în Parlamentul European, membră a Comisiei pentru Afaceri Externe și vicepreședinte al subcomisiei pentru Securitate și Apărare.
Tatăl ei, Cornel Anastase, a fost înainte de 1989 director la uzinele "1 Mai" din Ploiești, iar mai apoi subprefect de Prahova.

## Activitate profesională
- 1994-1995 – cercetător asistent la Centrul de Studii Politice și Analiză Comparativă
- 1998-2000 – director de relații publice - societate comercială
- 17.VII - 27.XII.2000 – consilier al Ministrului Transporturilor
- 2001 – expert parlamentar
- 2001-2004 – director de societate comercială

## Activitate politică

### Funcții, activități într-o organizație din administrația publică centrală sau locală
- 17.VII.2000 - 27.XII.2000 - consilier al Ministrului Transporturilor

### Activitate civică
- 2001-2003 – vicepreședinte al Consiliului Tineretului din România (C.T.R.)
- 2002-2003 – membră a Grupului Mixt de Monitorizare a Politicii de Tineret din România Ministerul Tineretului și Sportului - Consiliul Tineretului din România

### Președinte al Camerei Deputaților
Pe 20 decembrie 2008 devine președinte al forului legislativ, fiind aleasă cu 218 de voturi. 
A avut drept contracandidați pe Ludovic Orban (69 de voturi) și László Borbély (26 de voturi).
A fost prima femeie președinte a Camerei Deputaților și cea mai tânără persoană care a deținut acest mandat (32 de ani).

## Distincții, decorații
- Cetățean de onoare al statului Nebraska, S.U.A.[9] [necesită citare]
- Cetățean de onoare al orașului District Heights, statul Maryland, S.U.A.[10] [necesită citare]

## Alte activități
- 1994 - a cucerit prima poziție la concursul "Miss România" [11]
- 2001 - participarea la lansarea Cartei Albe de Tineret Europene, din Belgia
- 2002 - participarea la "Comitetul Interministerial responsabil de politicile europene de tineret", din Grecia
- 2004 - participarea la programul "România în Statele Unite ale Americii" organizat de Consiliul American pentru Tineri lideri Politici și Fundația pentru Pluralism

## Controverse
În noaptea de 15 septembrie 2010 a condus ședința în care Camera Deputaților a votat legea pensiilor. Roberta Anastase, în calitate de președinte de ședință, a supus proiectul la vot și a constatat îndeplinirea cvorumului și adoptarea legii, deși în sală se aflau doar 80 de deputați. După părerea doamnei Anastase ar fi votat peste 160 de deputați, chiar 270. Grupurile PNL și PSD se retrăseseră de la vot. În data de 6 octombrie 2010, Curtea Constituțională a analizat contestațiile depuse de PNL și PSD și a declarat legea ca fiind constituțională Președintele României, Traian Băsescu, a retrimis legea pentru o nouă dezbatere în Parlament, însă pentru alte motive decât cele reclamate de opoziție.
În vara anului 2012, în contextul modificării culorii politice predominante din Parlament, când mai mulți membri ai partidului de la guvernare PDL au migrat în alte partide (în special în partidele din componența USL-ului), la 3 iulie 2012 Roberta Anastase este revocată din funcția de președinte al Camerei Deputaților, fiind înlocuită prin vot parlamentar de către Valeriu Zgonea (PSD).